# Ирмингер, Вальдемар
Вальдемар Генрих Николас Ирмингер (дат. Valdemar Heinrich Nikolas Irminger, * 19 декабря 1850 г. Копенгаген; † 10 февраля 1938 г. Фредериксберг) — датский художник реалистического направления.

## Жизнь и творчество
Вальдемар Ирмингер изучал искусство живописи в датской Академии изящных искусств в Копенгагене в 1867—1873 годах. В 1884—1887 годах, благодаря полученной учебной стипенждии, живут в Италии, где изучает работы старых мастеров. В 1988 году Ирмингер был удостоен академической медали за полотно «Вид из декнской больницы в Рефсенесе». Его картины, созданные художником на плэнере, под открытым небом, изображают детей в городке Рефсенесе и являются одними из лучших этого художника. Будучи приверженцем реалистического стиля в живописи, после 1890 -х годов в творчестве Ирмингера постепенно происходит поворот к романтизму. Он пишет полотна на бытовые и религиозные темы, портреты, в том числе детей и солдат, а также изображения животных. Занимался преподаванием как в датской Академии (с 1906 года), в женской художественной школе (профессор искусствв 1908—1920 годах).
Начиная с 1875 года Ирмингер регулярно выставляет свои картины в экспозиционных залах Шарлоттенборга. В 1905—1908 годы он входит в состав учредителей выставок, а с 1911 по 1917 год — член комиссии по присвоению премий .

## Награды
В 1888 и в 1889 годах, два года подряд Вальдемару Ирмингеру присуждаются медали Эккерсберга, одна из высших наград Дании за заслуги в области культуры. В 1902 году он получает стипендию Анкера. В 1915 году он награждён орденом Данеброг, в 1925 — почётным крестом этого ордена.

## Семья
В 1908 году Вальдемар Ирмингер вступает в брак с известной датской художницей и скульптором Ингеборг Плокросс.

## Галерея

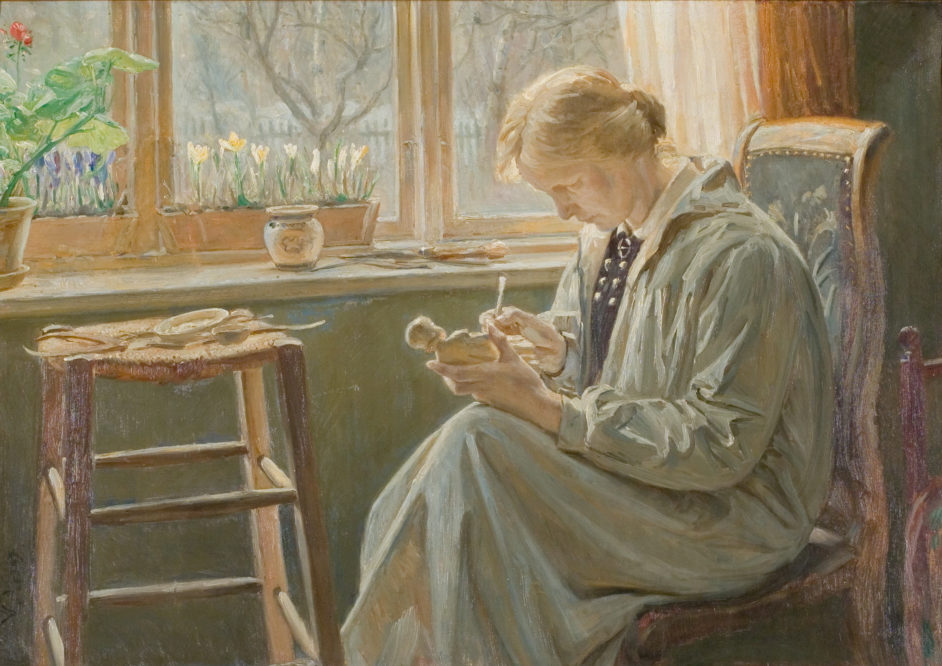
Моя жена за работой (1909)
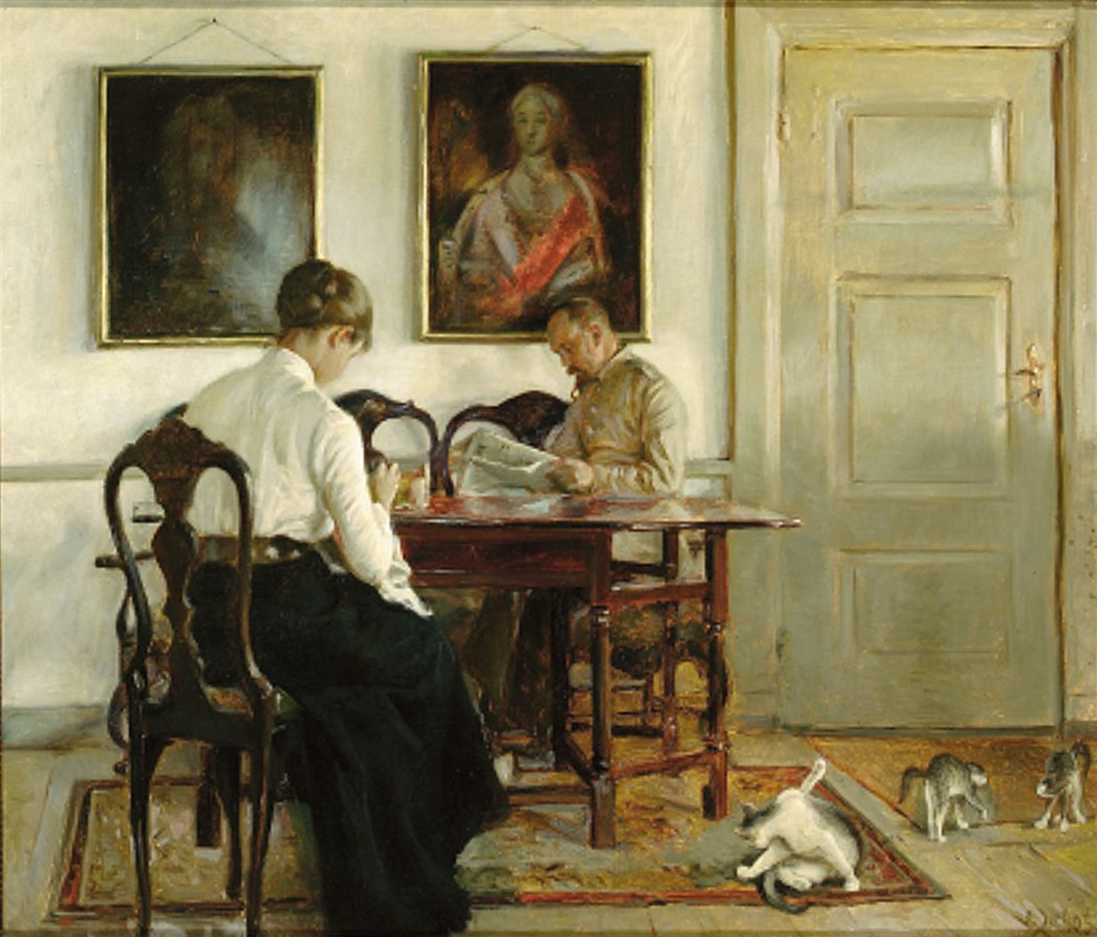
Хельга и Ханс Тегнер дома (1903)
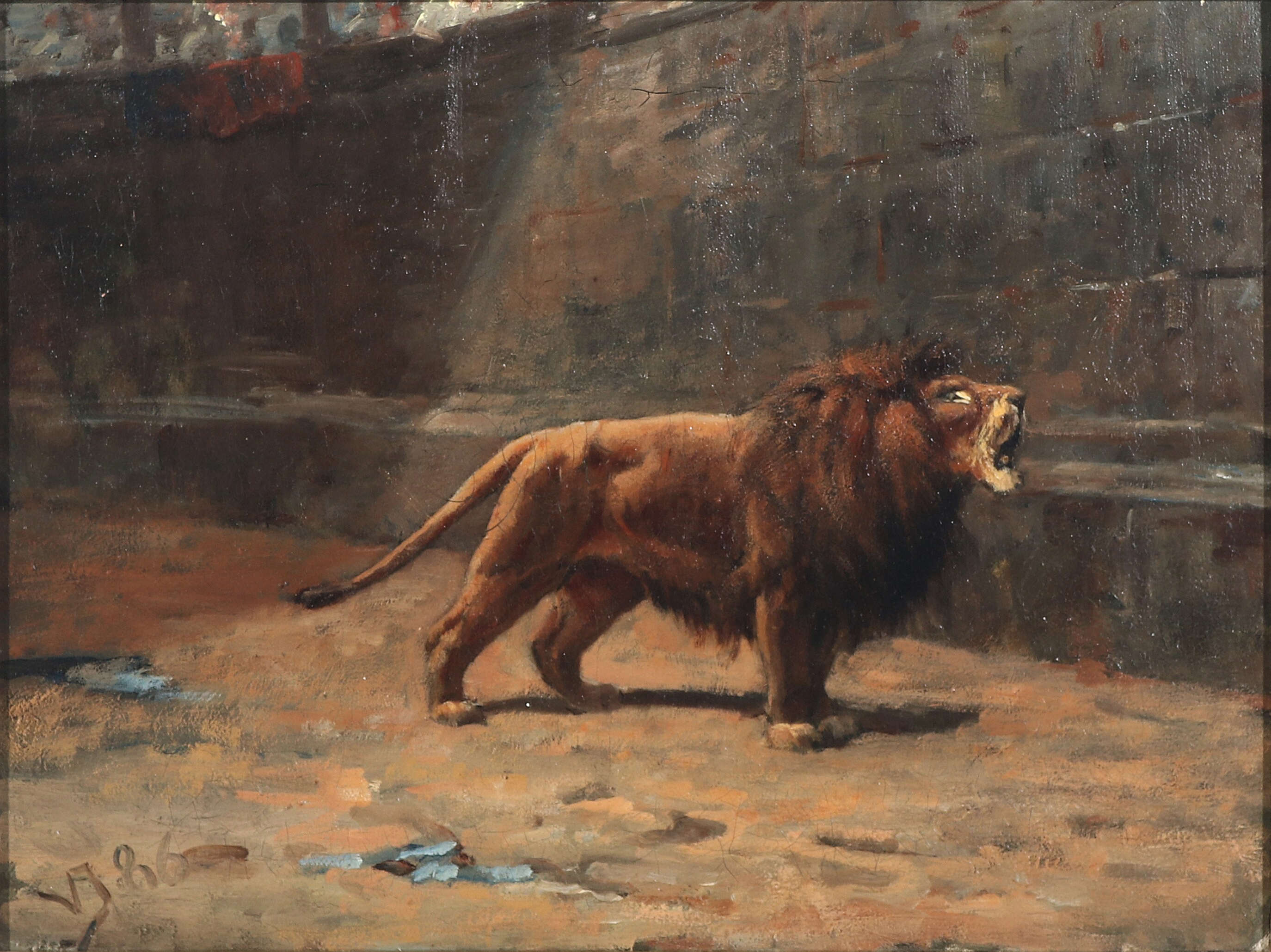
Ревущий лев в Колизее (1886)
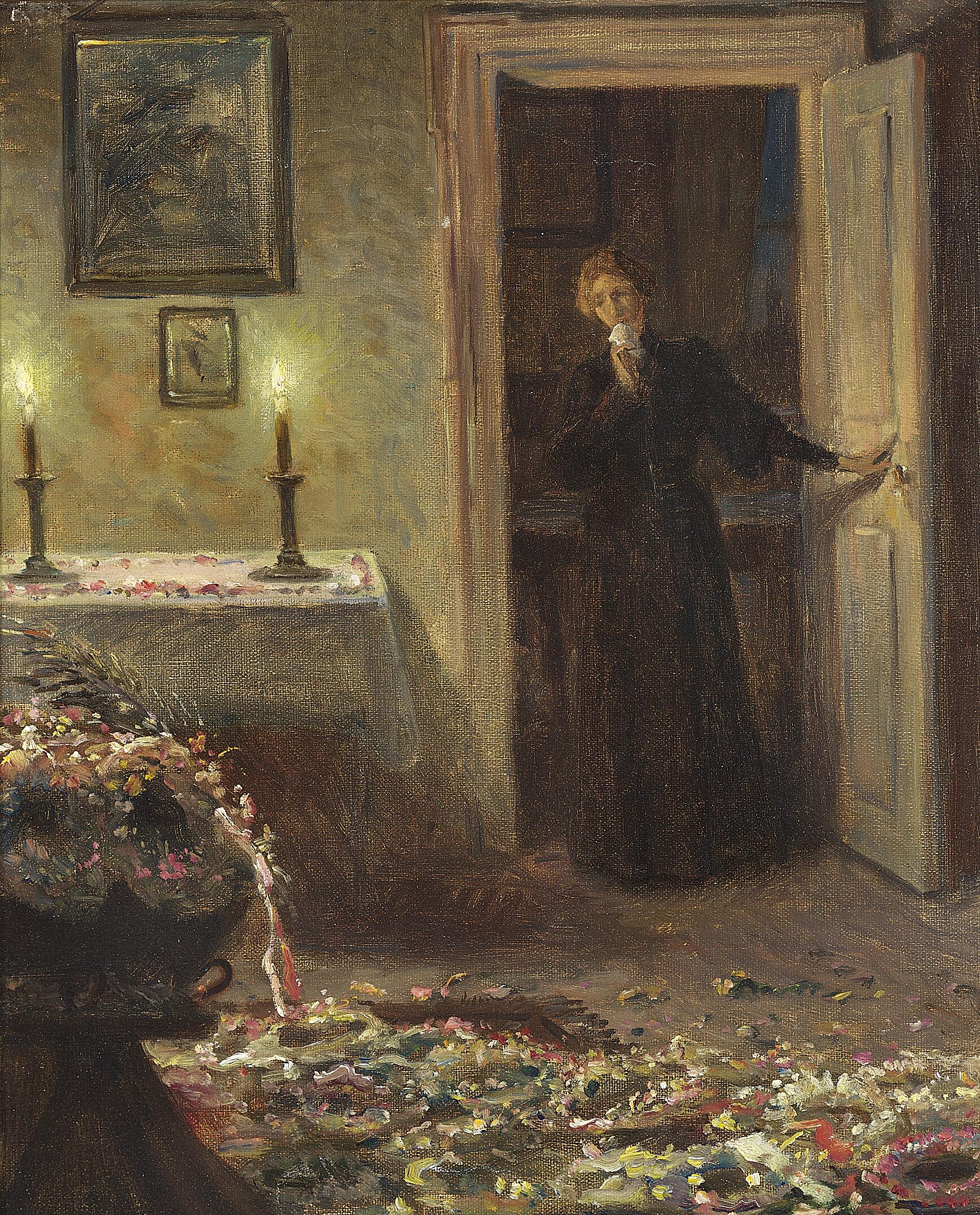
Тишина. В комнате с зажжёнными свечами (1897)
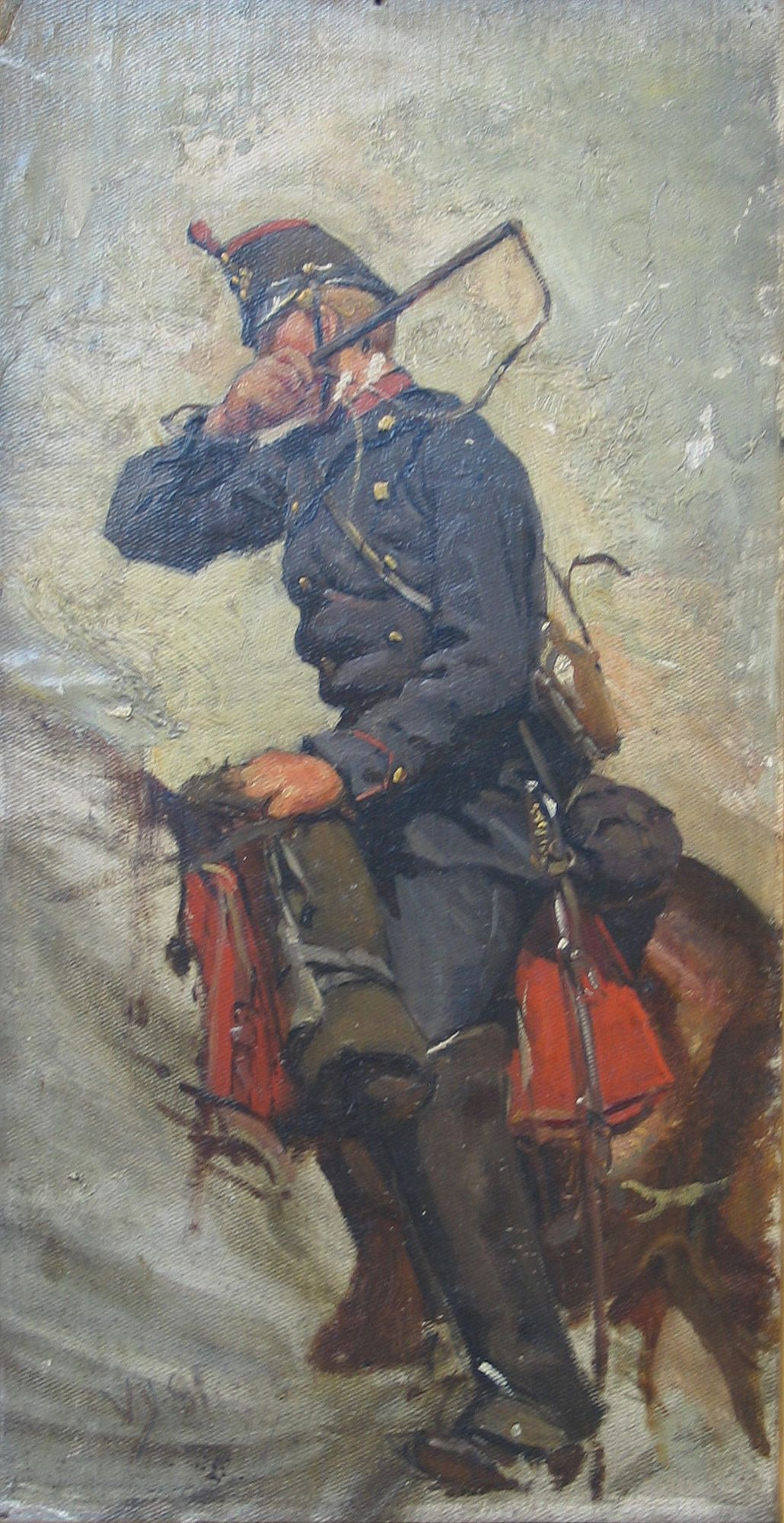
Драгун на коне (1881)